# Aiguille de Triolet
L'Aiguille de Triolet és una muntanya de 3.874 metres dels Alps de Graies, que es troba entre les regions de la Vall d'Aosta (Itàlia) i de l'Alta Savoia (França).

## SOUISA
Segons la definició de la SOIUSA, la zona del cim té la següent classificació:
- Gran part: Alps occidentals
- Gran sector: Alps del nord-oest
- Secció: Alps de Graies
- Subsecció: Alps del Mont Blanc
- Supergrup: Massís del Mont Blanc
- Grup: Cadena de l'Aiguille Verte
- Subgrup: Grup de Triolet
- Codi: I/B-7.V-B.5.a